# Tatort: Eine Leiche zu viel
Eine Leiche zu viel ist ein Fernsehfilm aus der Fernseh-Kriminalreihe Tatort der ARD und des ORF. Der Film wurde vom WDR produziert und am 5. Dezember 2004 zum ersten Mal gesendet. Er ist die 582. Folge der Tatort-Reihe und der sechste Fall mit Axel Prahl und Jan Josef Liefers als Münsteraner Ermittler Thiel und Boerne.

## Handlung
Für die Medizinstudenten der Westfälischen Wilhelms-Universität beginnt der Präparierkurs im Anatomie-Institut der Universität. Unter den Körperspenden findet sich jedoch „eine Leiche zu viel“. Die junge Frau, die laut Obduktionsakte vom Jahrgang 1935 sein sollte, weist eine Einstichstelle unter dem rechten Rippenbogen auf. Professor Boerne, der die sterblichen Überreste sämtlicher Körperspender zuvor freigegeben hatte, wird herbeigerufen, um die Ungereimtheiten aufzuklären. Professor Härtling, der Institutsleiter des anatomischen Instituts, erkennt in dem Leichnam seine ehemalige Kollegin Dr. Amélie Blanc wieder. Die Tote, eine französische Chemikerin von der Sorbonne, war im Anatomie-Institut als Hospitantin für Dr. Carla Hanke in der Apoptose-Forschung tätig. Zuletzt war sie nach der Abschlussfeier der Forschungsgruppe im Foyer der Anatomie in der Nacht vom 28. auf den 29. April 2004 gesehen worden, zu der auch Professor Boerne anwesend war.
Boerne schaltet Thiel ein, der eigentlich wegen einer Fußverletzung krankgeschrieben ist, damit die Untersuchung nicht an die Presse gelangt. Am folgenden Samstag wird Dr. Carla Hanke ein wichtiger Preis verliehen werden, der mit finanzieller Förderung verbunden ist. Thiel erweist Boerne mit seinen inoffiziellen Ermittlungen einen Freundschaftsdienst.
Die Obduktion durch Boerne ergibt, dass Amélie Blanc einen gewaltsamen Tod aufgrund Hämolyse nach einer Injektion erleiden musste. Kurz zuvor hatte sie Geschlechtsverkehr. Boerne stellt das Sperma sicher, um mittels DNA-Analyse dem Täter auf die Spur zu kommen. Dazu lässt Thiel eine DNA-Reihenuntersuchung unter den Mitarbeitern des Instituts anordnen, wo er den Täter aufgrund der professionell ausgeführten Konservierung des Opfers vermutet.
Zwischenzeitlich trifft Thierry Blanc, der Witwer der Verstorbenen, aus Paris ein und stellt selbst Nachforschungen an. Boerne und Thiel geraten dadurch bei ihren Ermittlungen unter Druck, werden allerdings auch privat stark beansprucht. Boerne muss sich um seine Mutter Erika kümmern, die für einige Tage bei ihm wohnt und mit ihm am Todestag ihres Mannes dessen Grab einen Besuch abstatten möchte. Thiel hingegen hat zwar an den Geburtstag seines Sohnes gedacht, der mit seiner (ehemaligen?) Frau in Neuseeland lebt, allerdings versäumt, das Geschenk rechtzeitig zu verschicken.
Angesichts der anstehenden Preisverleihung für Dr. Carla Hanke, bei der ihre Forschungsergebnisse ins mediale Interesse gerückt werden, steigt der Druck auf die Institutsleitung sowie die Mitarbeiter der Forschungsgruppe. Nachdem Boerne bei einem Treffen von Professor Härtling, Dr. Kehl und Dr. Hanke als Freundschaftsdienst für Thiel eine DNA-Probe verlangt und bekommt, erscheint Professor Härtling am Abend zu einer 'Vorfeier' des Preises nicht. Es stellt sich heraus, dass er Suizid begangen hat, indem er Abgase seines Autos ins Innere des Wagens leitete.
Thiel hat inzwischen herausgefunden, dass Professor Härtling ein Verhältnis mit Amélie hatte, und dass Thierry Blanc davon wusste. Thiel und Boerne verdächtigen Thierry Blanc als Täter und unterstellen ihm eine Eifersuchtstat. Als sie ihn in dem Hotel am Hafen aufsuchen, in dem er untergekommen ist, müssen sie feststellen, dass er getötet wurde und eine identische Einstichstelle wie seine Frau aufweist. Boerne wird bei der Verfolgung des flüchtigen Täters niedergeschlagen und verliert das Bewusstsein. Als er wieder zu sich kommt, befindet er sich im anatomischen Institut der Universität und ist an einen Stuhl gefesselt. Ihm gegenüber gesteht Dr. Carla Hanke, Amélie und Thierry Blanc getötet zu haben, da Amélie bei ihren Forschungsergebnissen nicht die erforderliche Weitsicht gehabt habe, und die gefälschten Ergebnisse nicht mittragen wollte, und damit den Erhalt des Preise und der damit verbundenen Forschungsgelder gefährdet habe.
Als Boerne von Hanke ebenfalls per Injektion getötet werden soll, betritt Thiel in Begleitung von Silke Haller die Kellerräume des anatomischen Instituts und kann Hanke überwältigen.

## Hintergrund
Der Film wurde in Köln und Münster gedreht. In Münster entstanden unter anderem Aufnahmen an den Instituten der Anatomie sowie der Pathologie der Westfälischen Wilhelms-Universität, am Prinzipalmarkt sowie im Restaurant Kiepenkerl.
Bei der Folge Eine Leiche zu viel hatten die Drehbuchautorin Dorothee Schön und die Redaktion des Westdeutschen Rundfunks unterschiedliche Auffassungen über die Ausgestaltung der Handlung. Der WDR wünschte einen Slapstick, doch Schön missfällt der Tatort als Klamotte, weswegen sie ihre Zusammenarbeit beendete. Erst mit Mord ist die beste Medizin schrieb sie wieder für den Tatort Münster.
Diese Episode ist die einzige aus Münster, in der Staatsanwältin Wilhelmine Klemm (Mechthild Großmann) nicht vorkommt.

## Rezeption
Den Film sahen bei seiner Erstausstrahlung 8,89 Millionen Zuschauer, was einem Marktanteil von 24,60 % entspricht.
Die Redaktion von TV Spielfilm urteilte, der Film sei „schön skurril trotz kleiner Logiklöcher“. Prisma lobte den Regisseur Heidelbach, dem es gelang, „den Kriminalfall mit einer Typenkomödie zu verbinden“, sowie die gelungenen Dialoge der Hauptdarsteller und hält die Folge für „sehenswert“.